# 登碧巷站
登碧巷站（英語：Turnpike Lane tube station）是倫敦地鐵皮卡迪利線的車站之一，位於哈林蓋區，其相鄰車站是曼諾樓站和伍德格林站。登碧巷站開通於1932年9月19日。

## 外部連結
- . Royal Institute of British Architects. （原始内容存档于2011-07-07）. - Architectural history and photograph of Turnpike Lane in 1932